# Yamada Kanematsu

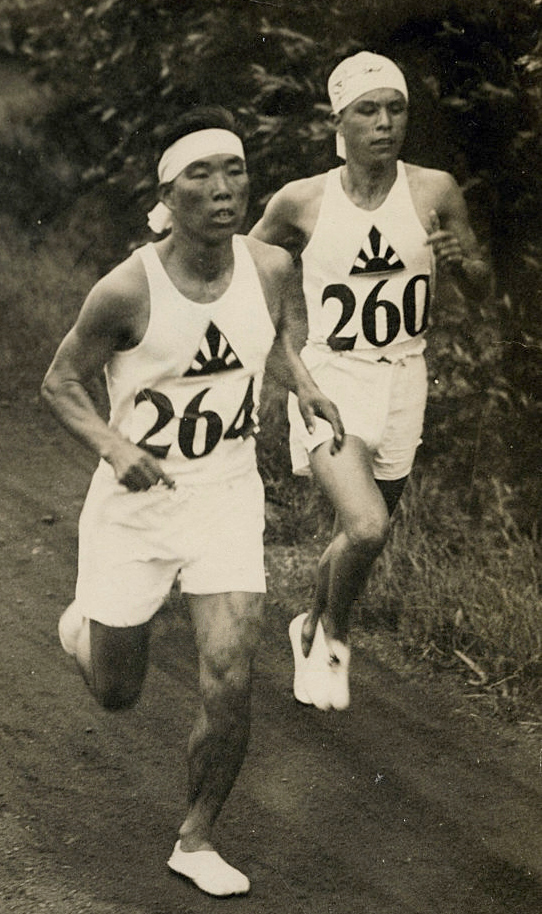
Yamada Kanematsu (links) und Tsuda Seiichirō beim olympischen Marathon 1928

Yamada Kanematsu (jap. 山田 兼松; * 16. September 1903 in Sakaide; † 27. August 1977) war ein japanischer Marathonläufer.
1924 wurde er Dritter der Japanischen Meisterschaften mit einer Zeit von 2:47:39 h. 1928 wurde er mit 2:43:22 h Japanischer Meister und qualifizierte sich damit für die Olympischen Spiele in Amsterdam, bei denen er mit seiner persönlichen Bestzeit von 2:35:29 h Vierter wurde.